# Sindicato de Árbitros Deportivos de la República Argentina
El Sindicato de Árbitros Deportivos de la República Argentina (SADRA) es un sindicato que agrupa árbitros de diversas disciplinas deportivas en la Argentina. Fue fundada en 1988 a iniciativa de la Asociación del Fútbol Argentino (AFA), entidad patronal federativa de los clubes de fútbol, debido a lo cual ha sido cuestionado como sindicato amarillo. 
El SADRA mantiene una relación conflictiva con la Asociación Argentina de Árbitros (AAA), sindicato que constituía la organización única de los árbitros hasta 1988, año en el cual, debido a un conflicto gremial, la AFA promovió la creación de un sindicato paralelo.
Pertenecen al SADRA árbitros conocidos, Lunati, Laverni y Pitana, entre otros. 
SADRA ha firmado con la AFA un convenio colectivo para regular las condiciones de trabajo de los árbitros.